# Power of the Dragonflame
Power of the Dragonflame är ett album från 2002 av Rhapsody of Fire.

## Låtlista
1. "In Tenebris" - 1:28
2. "Knightrider of Doom" - 3:57
3. "Power of the Dragonflame" - 4:27
4. "The March of the Swordmaster" - 5:04
5. "When Demons Awake" - 6:47
6. "Agony Is My Name" - 4:58
7. "Lamento Eroico" - 4:38
8. "Steelgods of the Last Apocalypse" - 5:49
9. "The Pride of the Tyrant" - 4:51
10. "Gargoyles, Angels of Darkness" - 19:03